# Grappa
La grappa és el nom que rep l'aiguardent de brisa, de 40 a 60°, a Itàlia. Se n'elabora en totes les regions vinícoles, amb més de 2.000 marques comercials i 40 milions d'ampolles anyals de producció.